# Банда (архіпелаг)
Острови Банда (індонез. Kepulauan Banda) — вулканічна група з десяти невеликих вулканічних островів у морі Банда. Відносяться до группи Молуккських островів і розташовані за 140 км на південь від острова Серам та за 2000 км на схід від Яви. Адміністративно входять до складу індонезійської провінції Малуку. Найбільше місто й адміністративний центр — Банданейра, розташоване на острові Банда Нейра. Острови підіймаються з глибини 4-6 км. До середини XIX століття острови Банда були єдиним місцем у світі, де вирощувався мускатний горіх. Острови є популярним місцем для дайвінгу.

## Географія
Архіпелаг налічує сім населених островів та кілька безлюдних. Населені острови: Головна група:
- Банда Нейра або Нейра  — острів, на якому розташований адміністративний центр і невеликий аеродром
- Банда-Апі  — активний вулкан висотою близько 650 м
- Банда Бесар  — найбільший острів завдовжки 12  км і завширшки 3  км. На острові розташовані три великих населених пункти: Лонтоїр, Селамон і Ваєр

На захід від головної групи:
- Ай
- Рун

На схід від головної групи:
- Пісанг

На південний схід від головної групи:
- Хатта, раніше називався Розенгейн.

Малі безлюдні острови:
- Найлака, на незначній відстані на північний схід від острова Рун
- Бату Кепал
- Манук  — активний вулкан
- Керака або Карака (Острів крабів)
- Мануканг
- риф Хатта

Острови Банда належать до екорегіону вологих тропічних лісів островів моря Банда.

## Історія
До приходу європейців на островах Банда існувала олігархічна форма правління, що мала назву оранг кая ('заможні люди') й банданезці активно й незалежно брали участь у торгівлі на Молуккському архіпелазі. Острови Банда були єдиним місцем у світі, де вирощували мускатний горіх, прянощі, які використовувались як приправа, для консервації, у медицині, й у той же час дуже дорого коштувала на європейських ринках. Арабські купці продавали його венеційським за захмарними цінами. Купці тримали у суворій таємниці розташування джерел прянощів, і жоден європеєць не міг його дізнатись.

Вперше острови Банда згадуються у книзі Сумма орієнтал, написаній португальським аптекарем Томе Пірішем, який мешкав у Малакці з 1512 по 1515 роки. Під час свого першого візиту він опитав португальських і набагато більш обізнаних малайських моряків. За його оцінкою, на початку XVI століття на островах Банда проживали близько 2500-3000 осіб. Він писав, що банданезці є частиною індонезійської торгової мережі та є єдиним народом з Молуккських острові, який перевозить свої товари на таку велику відстань до Малакки, при цьому торгівлею з Банда займались також яванські купці.

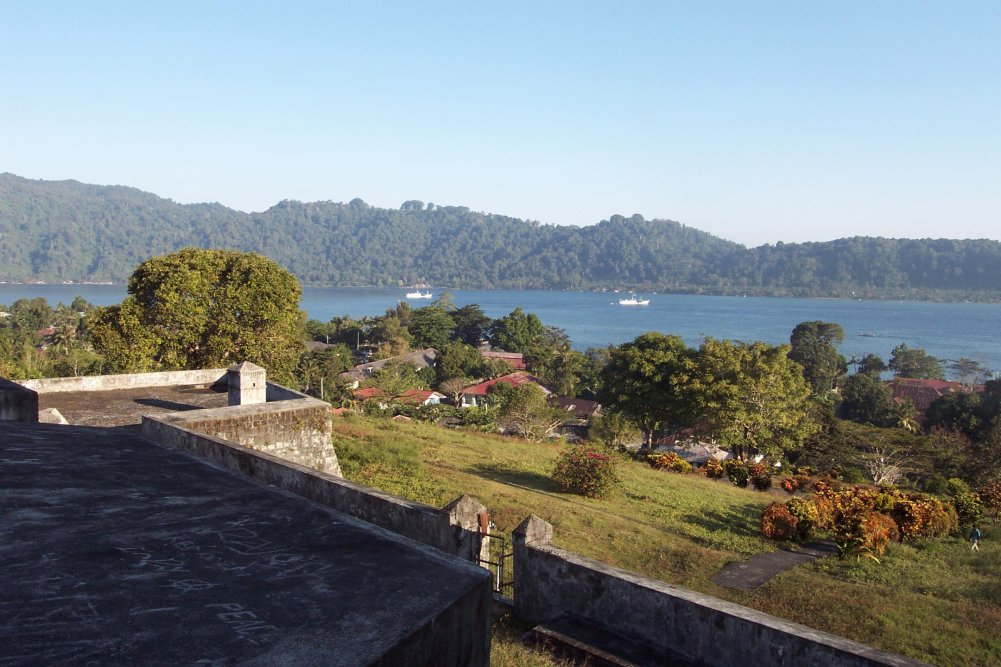
Острів Банда Бесар, вигляд з форту Бельгіка

Окрім вирощування мускатного горіха, острови Банда брали участь у місцевій торгівлі. Через Банда проходили такі товари як гвоздика з Тернате і Тідоре, пір'я райських птахів з островів Ару та західної Нової Гвінеї, кора massoi для традиційної медицини, а також раби. З іншого боку, на острови Банда імпортувались рис і одяг: бавовняний батик з Яви, ситець з Індії та ікат з Малих Зондських островів. 1603 року середньої якості саронг можна було продати за 18 кг мускатного горіха. Частина текстильної продукції потім перепродавалась на Хальмахері та Новій Гвінеї. Більш грубий ікат з Малих Зондських островів обмінювався на саго на островах Кей, Ару та Серам.
У серпні 1511 року португальці на чолі з Афонсу де Албукеркі захопили Малакку, яка на той час була найважливішим центром азійської торгівлі. У листопаді того ж року, після укріплення Малакки та отримання пояснень від місцевих жителів про місцезнаходження «Островів прянощів» Албукеркі відрядив експедицію з трьох кораблів під командуванням Антоніу де Абреу на їх пошуки. Малайські лоцмани, яких завербували чи захопили, повели кораблі через Яву, Малі Зондські острови й Амбон до островів Банда, куди експедиція прибула на початку 1512 року. Ставши першими європейцями, які досягли островів Банда, члени експедиції затримались на архіпелазі на місяць, закуповуючи на островах мускатний горіх і гвоздику, яка завозилась на острови Банда, що були торговим перевалочним пунктом з північних молуккських островів Тернате і Тідоре. Де Абреу відплив назад через острів Амбон, де один з його кораблів під командуванням Франсішку Серрана зазнав катастрофи, й останній залишився на Молуккських островах, надалі перебравшись до султанату Тернате. Стикнувшись із ворожим ставленням з боку місцевого населення по всьому архіпелагу, зокрема на Амбоні й Тернаті, португальці не повертались до 1529 року. Португальський купець капітан Гарсія того ж року висадив солдат на островах Банда. П'ять островів розташовувались на відстані гарматного пострілу один від одного, й він розумів, що будівництво форту на головному острові Нейра надасть йому змогу цілком контролювати весь архіпелаг. Банданезці, однак, ворожо віднеслись до планів будівництва форту, а військові заходи були вкрай дорогими та виснажливими, при цьому солдати Гарсії зазнавали атак місцевих жителів. У зв'язку з цим португальці надалі вирішили купувати мускатний горіх у купців у Малакці.

На відміну від інших островів східної Індонезії, таких як Амбон, Солор, Тернате і Моротай, банданезці не виявили ентузіазму у прийнятті християнства або, можливо, європейці, які прийшли туди у XVI столітті, не виявили належної старанності для християнізації островів Банда. Прагнучи до збереження незалежності, банданезці ніколи не надавали дозволу португальцям зводити укріплення чи організовувати постійні застави на островах. За іронією долі саме відсутність португальських портів надала пізніше можливість голландцям розпочати на Банда свою торгівлю, замість гвоздичних островів Тернате і Тідоре.

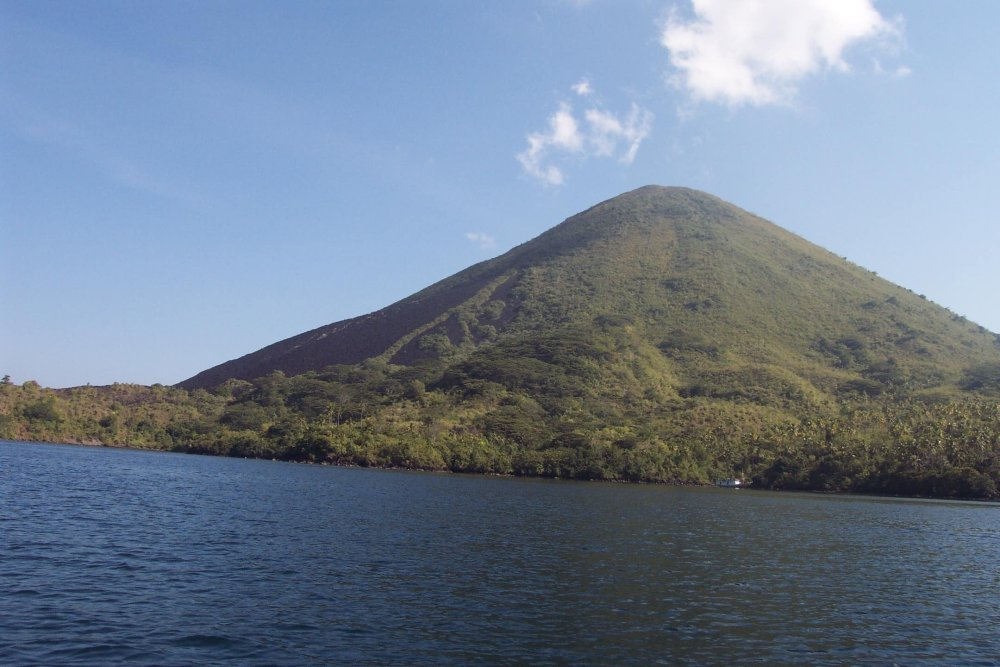
Активний вулкан на острові Банда-Апі

Голландці дістались островів Банда пізніше за португальців, однак саме їхній вплив був більш сильним, а присутність — більш тривалою. Голландсько-банданезькі відносини важко складались від самого початку: перші голландські купці скаржились, що банданезці не тримають слова, узгоджуючи обсяги поставок і ціни, а також вводять в оману щодо кількості та якості товару. Для банданезців, з одного боку, поява ще одного покупця прянощів було позитивним моментом, однак голландці натомість пропонували важкі тканини і дамаст, не найкращі для острів'ян промислові товари у порівнянні зі звичними для них товарами. Яванські, арабські та індійські, а також португальські купці, на відміну від них, пропонували такі потрібні речі, як, наприклад, сталеві ножі, мідь, ліки й дорога китайська порцеляна.
Як би голландці не були невдоволені веденням торгівлі банданезцями, та торгівля була для них досить прибутковою: ціна на прянощі в Європі була у 300 разів вищою за ціну закупівлі у місцевих жителів. Такий прибуток виправдовував витрати й ризики, пов'язані з доставкою коштовного вантажу до Європи. Це не могло не спричинити збільшення числа голландських експедицій; однак для голландців зростання конкуренції, що могла б знизити ціни і разом з ними прибуток, було небажаним. Тоді купці об'єднались і створили спільне підприємство, Vereenigde Oostindische Compagnie (VOC) (Голландська Ост-Індійська компанія).
Невдовзі банданезці почали висловлювати невдоволення веденням справ голландцями: низькими закупівельними цінами, безкорисними товарами, що ті привозили, а також монопольними правами голландців на придбання прянощів. Останньою краплею для банданезців стало укріплення форту Нассау на острові Банда Нейра 1609 року. Оранг кая викликали голландського адмірала й 40 його вищих офіцерів на зустріч, влаштували засідку та вбили їх усіх.

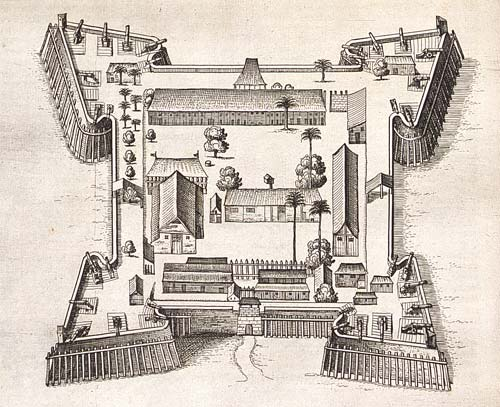
Форт Нассау 1646 року

У той час як португальський та іспанський вплив у регіоні почав спадати, англійці збудували укріплені торгові місії на крихітних островах Ай і Рун, розташованих на відстані від 10 до 20 кілометрів від головних островів Банда. Оскільки британці пропонували більш високі ціни, вони підривали голландську монополію. Голландсько-британське протистояння зростало, у зв'язку з чим голландці 1611 року збудували більший і стратегічно важливіший форт Бельгіка, розташувавши його вище за форт Нассау. 1615 року голландці захопили Ай силами 900 солдат, і британці відступили на острів Рун для перегрупування. Тієї ж ночі британці організували раптову контратаку на острів Ай, повернувши його та вбивши 200 голландців. За рік більш сильний голландський загін атакував Ай. Захисники змогли відбити атаки вогнем гармат, але після місяця облоги у них скінчились боєприпаси. Голландці вирізали захисників острова. Голландці укріпили форт, перейменувавши його на Форт Реванш. Європейські держави сперечались за право контролювати острови Банда до 1667 року, коли за Бредською угодою британці обміняли маленький острів Рун на Мангеттен, надавши голландцям право цілком контролювати архіпелаг Банда.
9 серпня 1810 року британці захопили архіпелаг.
Щойно призначений Компанією генерал-губернатор Ян Пітерсоон Кун поставив перед собою завдання укріпити монополію на торгівлю прянощами остовів Банда. 1621 року добре озброєні солдати захопили острів Банда Нейра, а потім окупували розташований поряд великий острів Лонтар. Оранг кая були змушені під дулами рушниць підписати вкрай невигідну угоду, виконання деяких умов якої вони навіть не могли реалізувати, що дало привід Куну застосувати проти банданезців японських найманців.
Чисельність населення островів Банда до голландського завоювання оцінювалась у 13-15 тисяч осіб, серед яких були також малайські та японські купці, а також китайці й араби. Реальне число банданезців, які загинули чи втекли з островів у результаті подій 1621 року, залишилось невідомим. Однак історичні джерела свідчать, що тільки близько тисячі місцевих жителів врятувались на островах, надалі вони стали рабами на плантаціях мускатного горіха. Голландці заселили острови привезеними рабами, засудженими злодіями й переселенцями, які мали відпрацьовувати на мускатних плантаціях платню за переїзд, а також іммігрантами з інших островів Індонезії. Більшість утікачів осіли на островах, що були традиційними торговими партнерами, зокрема на островах Кеффлінг і Гулі-Гулі поряд із Серамом та Кей Бесар. Частина банданезців, хто вижив, морем була відправлена до Батавії (Джакарта) в якості рабів на будівництва міста й фортеці. Близько 530 з них пізніше повернулись на острови, оскільки знадобились фахівці з вирощування мускатного горіха (яких серед переселенців, природно, не було).
До того моменту голландська присутність проявлялась тільки у торгівлі, хоч і здійснювалась на підставі монопольних договорів. З Банданезької різанини в Індонезії почалась колоніальна доба під протекцією Компанії.

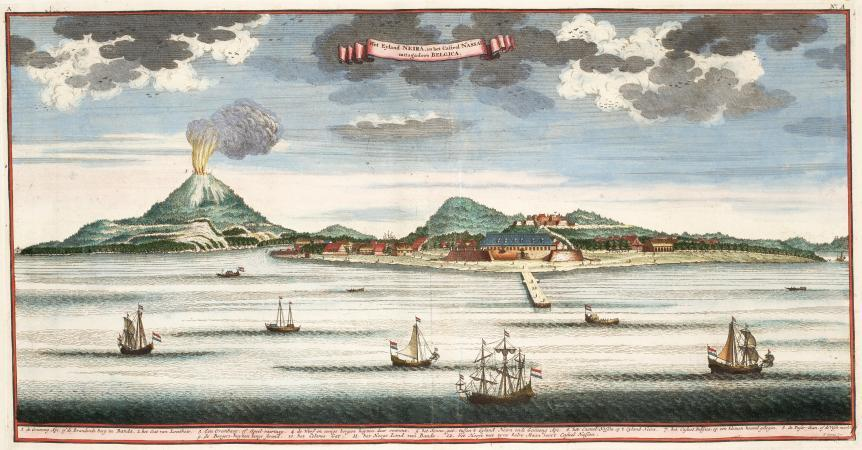
Банда Нейра 1724 року

Знищивши населення островів, Кун розділив продуктивні землі, на яких вирощувалось близько півмільйона мускатних дерев, на 68 ділянок (перкени) по 1,2 гектари кожен. Ті ділянки землі потім були передані голландським плантаторам, відомим як перкенери, у тому числі 34 на Лонтарі, 31 на Апі і 3 на Нейрі. Оскільки для роботи на них на островах місцевих жителів залишилось мало, відусюди завозились раби. Перкінеры за управління мускатними плантаціями Компанії отримували 1/122 частину вартості мускатного горіха на голландському ринку, тим не менше, перкінери дуже добре заробляли та мали можливість будувати великі вілли, обстановку та прикраси яких виписували з Європи.
Розташований осторонь від головних островів архіпелагу, острів Рун голландцям контролювати було складніше, тому на тому острові всі мускатні дерева були винищені. Виробництво та експорт мускатного горіха були монополією Компанії упродовж майже 200 років. Форт Бельгіка, один з багатьох фортів, збудованих Голландською Ост-Індійською компанією, є одним з найбільших фортів в Індонезії, що збереглись дотепер.

## Культура
Більша частина сучасного населення островів Банда є нащадками мігрантів і селян з плантацій, які прибули з різних частин Індонезії, а також нащадки корінних банданезців. Вони зберегли деякі ритуали жителів островів Банда від до колоніальних часів.
Банданезці спілкуються окремим малайським діалектом, що має деякі відмінності від амбонезької малайської мови, більш відомого та більш поширеного діалекту, що є лінгва франка у центральній та південно-східній частинах Молуккських островів. Банданезька малайська відрізняється своїм унікальним, ритмічним акцентом, а також має низку місцевих слів у своєму лексиконі, багато з яких запозичені з голландської.
Банданезька малайська має португальські запозичення, як і амбонезька малайська, що не увійшли до індонезійської мови. Але їх відносно менше й вони відрізняються вимовою.
На островах Кей, розташованих на схід від архіпелагу Банда, проживають нащадки банданезців, які залишили рідні острови в результаті захоплення їх голландцями у XVII столітті. У їхньому середовищі ще використовується розмовна банданезька мова у селах Банда Елай та Банда Елат на острові Кай Бесар. Оскільки інтеграція банданезців у місцеве суспільство Кей затягнулась, вони продовжують вважати себе прямими нащадками тих банданезців і зберігають традиції та мову рідних островів.